# 前167年
| 千纪： | 前1千纪 |
| 世纪： | 前3世纪 \| 前2世纪 \| 前1世纪                                                                                         |
| 年代： | 前190年代 \| 前180年代 \| 前170年代 \| 前160年代 \| 前150年代 \| 前140年代 \| 前130年代                               |
| 年份： | 前172年 \| 前171年 \| 前170年 \| 前169年 \| 前168年 \| 前167年 \| 前166年 \| 前165年 \| 前164年 \| 前163年 \| 前162年 |
| 纪年： | 西汉汉文帝前元十三年                                                                                                  |

## 大事记
- 缇萦救父，肉刑废除。
- 塞琉古帝國安條克四世下令禁止猶太教的信仰，引發世襲祭司馬加比家族起義。